# 2019年泛美运动会乒乓球比赛
2019年泛美运动会乒乓球比赛于2019年8月4日至10日在秘鲁利马的Polideportivo 3进行。该届比赛共分为七个小项，其中男子双打、女子双打和混合双打为该届比赛新增的小项。

## 奖牌榜
| 排名                     | 国家 / 地区              | 金牌 | 銀牌 | 銅牌 | 总计 |
| ------------------------ | ------------------------ | ---- | ---- | ---- | ---- |
| 1                        | 波多黎各                 | 3    | 0    | 3    | 6    |
| 2                        | 巴西                     | 2    | 2    | 3    | 7    |
| 3                        | 美国                     | 1    | 2    | 3    | 6    |
| 4                        | 加拿大                   | 1    | 0    | 3    | 4    |
| 5                        | 阿根廷                   | 0    | 2    | 0    | 2    |
| 6                        |                          | 0    | 1    | 1    | 2    |
| 7                        | 古巴                     | 0    | 0    | 1    | 1    |
| 总计（共7个国家 / 地区） | 总计（共7个国家 / 地区） | 7    | 7    | 14   | 28   |

## 奖牌得主
| 项目     | 金牌                                                               | 银牌                                                              | 铜牌                                                        |  |  |  |
| 男子单打 | 雨果·卡爾德拉諾 · 巴西（BRA）                                      | 吴家骥 · （DOM）                                                  | 王臻 · 加拿大（CAN）                                        |  |  |  |
| 男子单打 | 雨果·卡爾德拉諾 · 巴西（BRA）                                      | 吴家骥 · （DOM）                                                  | 卡納克·賈哈 · 美国（USA）                                   |  |  |  |
| 男子双打 | 巴西（BRA） · 雨果·卡爾德拉諾 · Gustavo Tsuboi                     | 阿根廷（ARG） · Gastón Alto · Horacio Cifuentes                   | 波多黎各（PUR） · 布里安·阿法纳多尔 · Daniel González       |  |  |  |
| 男子双打 | 巴西（BRA） · 雨果·卡爾德拉諾 · Gustavo Tsuboi                     | 阿根廷（ARG） · Gastón Alto · Horacio Cifuentes                   | （DOM） · Emil Santos · 吴家骥                              |  |  |  |
| 男子团体 | 美国（USA） · 卡納克·賈哈 · Nikhil Kumar · Nicholas Tio            | 阿根廷（ARG） · Gastón Alto · Horacio Cifuentes · Pablo Tabachnik | 巴西（BRA） · 雨果·卡爾德拉諾 · Eric Jouti · Gustavo Tsuboi |  |  |  |
| 男子团体 | 美国（USA） · 卡納克·賈哈 · Nikhil Kumar · Nicholas Tio            | 阿根廷（ARG） · Gastón Alto · Horacio Cifuentes · Pablo Tabachnik | 古巴（CUB） · 豪尔赫·坎波斯 · Livan Martinez · Andy Pereira |  |  |  |
|          |                                                                    |                                                                   |                                                             |  |  |  |
| 女子单打 | 阿德里安娜·迪亚斯 · 波多黎各（PUR）                                | 吳玥 · 美国（USA）                                                | 梅拉妮·迪亚斯 · 波多黎各（PUR）                             |  |  |  |
| 女子单打 | 阿德里安娜·迪亚斯 · 波多黎各（PUR）                                | 吳玥 · 美国（USA）                                                | 布鲁娜·高桥 · 巴西（BRA）                                   |  |  |  |
| 女子双打 | 波多黎各（PUR） · 阿德里安娜·迪亚斯 · 梅拉妮·迪亚斯                | 美国（USA） · 吳玥 · 张安                                         | 加拿大（CAN） · Alicia Côté · 张墨                          |  |  |  |
| 女子双打 | 波多黎各（PUR） · 阿德里安娜·迪亚斯 · 梅拉妮·迪亚斯                | 美国（USA） · 吳玥 · 张安                                         | 巴西（BRA） · 布鲁娜·高桥 · Jessica Yamada                  |  |  |  |
| 女子团体 | 波多黎各（PUR） · 阿德里安娜·迪亚斯 · 梅拉妮·迪亚斯 · Daniely Ríos | 巴西（BRA） · 布鲁娜·高桥 · Jessica Yamada · 卡罗琳·熊原          | 加拿大（CAN） · Alicia Côté · 张墨 · Ivy Liao               |  |  |  |
| 女子团体 | 波多黎各（PUR） · 阿德里安娜·迪亚斯 · 梅拉妮·迪亚斯 · Daniely Ríos | 巴西（BRA） · 布鲁娜·高桥 · Jessica Yamada · 卡罗琳·熊原          | 美国（USA） · 王艾米 · 吳玥 · 张安                          |  |  |  |
|          |                                                                    |                                                                   |                                                             |  |  |  |
| 混合双打 | 加拿大（CAN） · 王臻 · 张墨                                        | 巴西（BRA） · Gustavo Tsuboi · 布鲁娜·高桥                        | 美国（USA） · 卡納克·賈哈 · 吳玥                            |  |  |  |
| 混合双打 | 加拿大（CAN） · 王臻 · 张墨                                        | 巴西（BRA） · Gustavo Tsuboi · 布鲁娜·高桥                        | 波多黎各（PUR） · 布里安·阿法纳多尔 · 阿德里安娜·迪亚斯     |  |  |  |

## 参赛国家和地区
共有来自18个国家和地区的84名运动员参加本次比赛。
- 阿根廷（6）
- 巴西（6）
- 加拿大（6）
- 智利（6）
- 哥伦比亚（4）
- 古巴（6）
- （6）
- 厄瓜多尔（5）
- 危地马拉（5）
- 圭亚那（1）
- 洪都拉斯（1）
- 墨西哥（6）
- 巴拉圭（4）
- 秘鲁（6）
- 波多黎各（6）
- 特立尼达和多巴哥（1）
- 美国（6）
- 委内瑞拉（3）